# Hymenoscyphus menthae
Hymenoscyphus menthae är en svampart som först beskrevs av William Phillips, och fick sitt nu gällande namn av Baral 1985. Hymenoscyphus menthae ingår i släktet Hymenoscyphus och familjen Helotiaceae.  Arten är reproducerande i Sverige. Inga underarter finns listade i Catalogue of Life.